# Гороскоп Элизы
«Гороскоп Элизы» (англ. Eliza's Horoscope) — фильм режиссёра Гордона Шеппэрда.

## Сюжет
Молодая восемнадцатилетняя девушка Элиза, мечтающая о семье и ребёнке, покидает ферму своих родителей и отправляется в Монреаль, чтобы обратиться за помощью в поисках своей любви к астрологу. Астролог предсказывает ей в ближайшие десять дней встречу с красивым и богатым мужчиной. И в течение этого времени Элиза знакомится сразу с двумя мужчинами — с богатым Ричардом (Манюэль), участником эксклюзивного клуба астрологии, и с Томми, строителем, работающим неподалёку. Элизе предстоит сделать свой выбор…

## В ролях
| Актёр                                     | Роль           |
| ----------------------------------------- | -------------- |
| Томми Ли Джонс                            | Томми Ли       |
| Элизабет Мурмэн (англ. Elizabeth Moorman) | Элиза          |
| Ричард Мануэль                            | Ричард         |
| Аланис Обомсавин                          | индийская дева |
| Лиля Кедрова                              | Лиля           |